# 君原村
君原村（きみはらむら）は茨城県稲敷郡にかつて存在した村である。

## 地理
- 現在の阿見町の南東部に位置する。
- 村は霞ヶ浦の南岸に位置している。
- 村域は台地と平地が入り組む谷戸が多い地形になっている。

## 歴史
村名は君島村の君と追原村の原を組み合わせて君原村となった。

### 村域の変遷
- 1889年（明治22年）4月1日 - 町村制施行により、大形村・君島村・石川村・追原村・塙村・上条村・飯倉村が合併し信太郡君原村が発足。
- 1896年（明治29年）4月1日 - 信太郡は河内郡と合併し稲敷郡が発足。稲敷郡君原村となった。
- 1955年（昭和30年）4月1日 - 君原村は阿見町・朝日村とともに合併し阿見町が発足。君原村は消滅。

変遷表
| 1868年 以前 | 1868年 以前 | 明治22年 4月1日 | 明治29年 4月1日 | 明治29年 4月1日 | 昭和30年 4月1日 | 現在   |
| ----------- | ----------- | --------------- | --------------- | --------------- | --------------- | ------ |
|             | 大形村      | 君原村          | 稲敷郡 発足。   | 君原村          | 阿見町          | 阿見町 |
|             | 君島村      | 君原村          | 稲敷郡 発足。   | 君原村          | 阿見町          | 阿見町 |
|             | 石川村      | 君原村          | 稲敷郡 発足。   | 君原村          | 阿見町          | 阿見町 |
|             | 追原村      | 君原村          | 稲敷郡 発足。   | 君原村          | 阿見町          | 阿見町 |
|             | 塙村        | 君原村          | 稲敷郡 発足。   | 君原村          | 阿見町          | 阿見町 |
|             | 上条村      | 君原村          | 稲敷郡 発足。   | 君原村          | 阿見町          | 阿見町 |
|             | 飯倉村      | 君原村          | 稲敷郡 発足。   | 君原村          | 阿見町          | 阿見町 |

## 人口・世帯

### 人口
総数 [単位： 人]
| 1891年（明治24年） | 2,027 |
| 1920年（大正 9年） | 2,842 |
| 1935年（昭和10年） | 2,874 |
| 1950年（昭和25年） | 3,322 |

### 世帯
総数 [単位： 世帯]
| 1920年（大正 9年） | 515 |
| 1935年（昭和10年） | 510 |
| 1950年（昭和25年） | 608 |